# Jerusalén, Ángel Albino Corzo
Jerusalén är en ort i Mexiko.   Den ligger i kommunen Ángel Albino Corzo och delstaten Chiapas, i den sydöstra delen av landet, 800 km sydost om huvudstaden Mexico City. Jerusalén ligger 923 meter över havet och antalet invånare är 467.
Terrängen runt Jerusalén är lite bergig. Runt Jerusalén är det ganska glesbefolkat, med 28 invånare per kvadratkilometer. Närmaste större samhälle är Nueva Palestina, 12,3 km väster om Jerusalén. I omgivningarna runt Jerusalén växer i huvudsak städsegrön lövskog.